# 1973-as magyar öttusabajnokság
Az 1973-as magyar öttusabajnokságot augusztus 11. és 15. között rendezték meg. A viadalt Kancsal Tamás nyerte meg, akinek ez volt az első egyéni bajnoki címe. A csapatversenyt a Csepel SC nyerte.

## Eredmények

### Férfiak

#### Egyéni
| Hely | Név               | Klub          | Eredmény |
| ---- | ----------------- | ------------- | -------- |
| 1.   | Kancsal Tamás     | Bp. Honvéd    | 5322     |
| 2.   | Horváth László    | Újpesti Dózsa | 5252     |
| 3.   | Maracskó Tibor    | Csepel SC     | 5213     |
| 4.   | Bakó Pál          | Bp. Honvéd    | 5210     |
| 5.   | Villányi Zsigmond | Csepel SC     | 5203     |
| 6.   | Kelemen Péter     | Újpesti Dózsa | 5198     |
| 7.   | Borlai György     | Csepel SC     | 5092     |
| 8.   | Lázár Péter       | Bp. Honvéd    | 5039     |
| 9.   | Plank Gábor       | Bp. Honvéd    | 5033     |
| 10.  | Kaiser László     | Bp. Honvéd    | 5004     |

#### Csapat
| Hely | Név                                              | Klub          | Eredmény |
| ---- | ------------------------------------------------ | ------------- | -------- |
| 1.   | Maracskó Tibor, Villányi Zsigmond, Borlai György | Csepel SC     | 15 367   |
| 2.   | Pethő László, Kelemen Péter, Horváth László      | Újpesti Dózsa | 15 319   |
| 3.   | Kancsal Tamás, Bakó Pál, Sasics Szvetiszláv      | Bp Honvéd     | 14 829   |